# Rathaus (Chur)

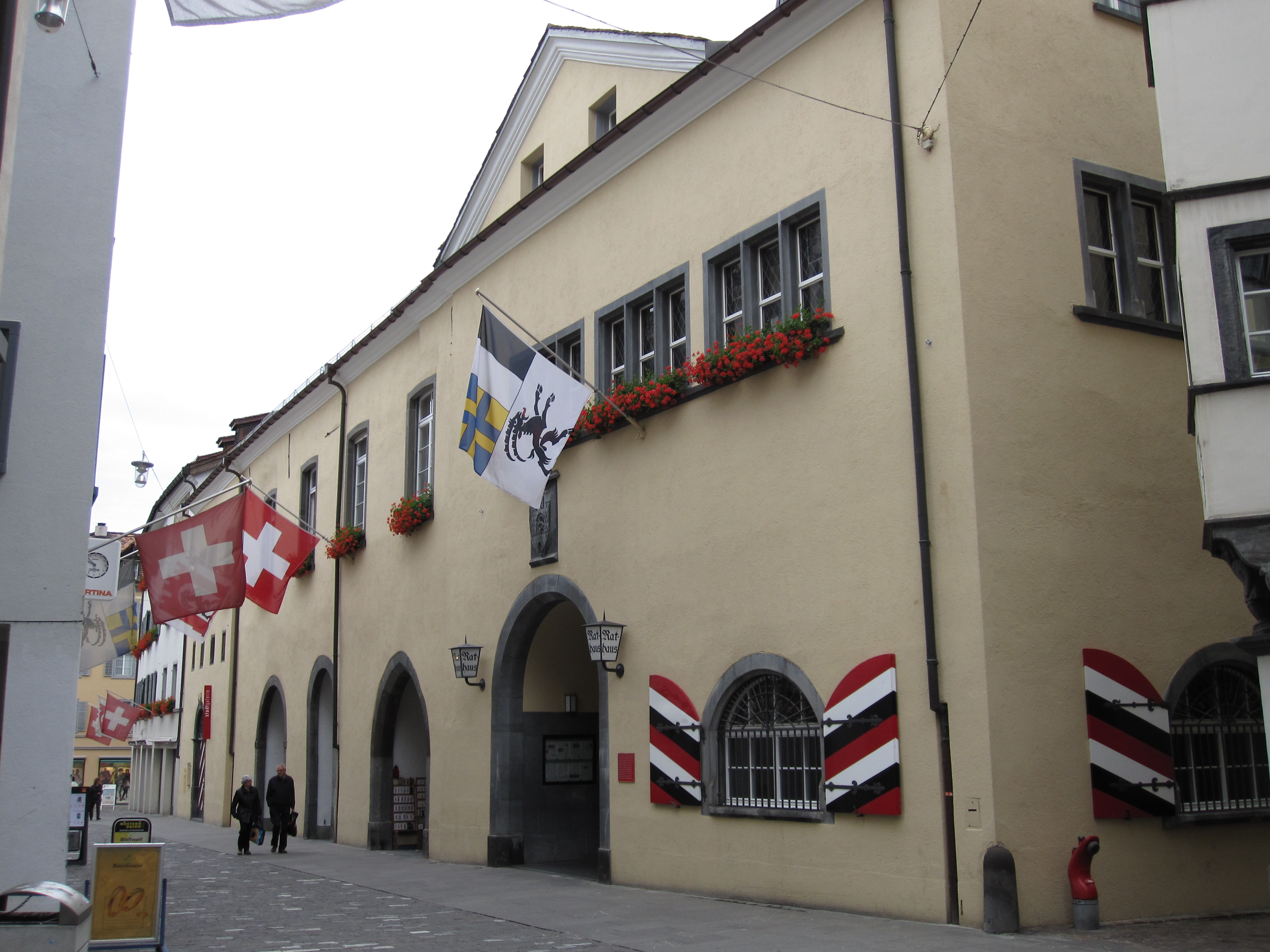
Das Churer Rathaus

Das Rathaus des Bündner Hauptortes Chur ist ein spätgotisches denkmalgeschütztes Gebäude und liegt in der Altstadt in der Poststrasse 33.
Der Churer Stadtbrand von 1464 hatte auch den Vorgängerbau, der aus mehreren, wahrscheinlich drei unterschiedlichen Hauseinheiten bestand, verwüstet. Dies erzwang einen Neubau, der die separaten Bauteile in einem einheitlichen Gebäude zusammenführte und bis 1554 noch ein Spital beherbergte. Auffallend an diesem Bau sind der ungleichmässige, trapezförmige Grundriss und der schiefe Dachfirst mit einem Dachreiter von 1560.
Im Mittelteil liegt ebenerdig eine zweiseitig offene Halle mit Kreuzgewölben, die auf vier runden Stützsäulen aus der Zeit um 1540 ruhen. Hier befand sich früher der grösste Warenumschlagsplatz der Stadt.
Das Innere ist in mehreren Stuben reich an Wandtäfer aus der Renaissancezeit, der 1943 umfangreich restauriert wurde. Am prächtigsten ausgeschmückt ist der Grosse Ratssaal mit einem zimmerdeckenhohen Turmofen. Hier – früher Versammlungsstätte des Gotteshausbundes und nach 1803 der Legislative des jungen Kantons Graubünden – tagt noch heute der Gemeinderat in stets öffentlicher Sitzung. Im Grossen Ratssaal 3 Standesscheiben (1946) von Giuseppe Scartezzini. Im Rathaus ist auch das Stadtarchiv Chur untergebracht sowie das Zivilstandsamt, dessen Raum in seinem Gewölbe Stuckaturen um 1730 aufweist.
Das Churer Rathaus wird geführt in der Liste der Kulturgüter von nationaler Bedeutung im Kanton Graubünden.